# Joseph Anderson (arkeolog)

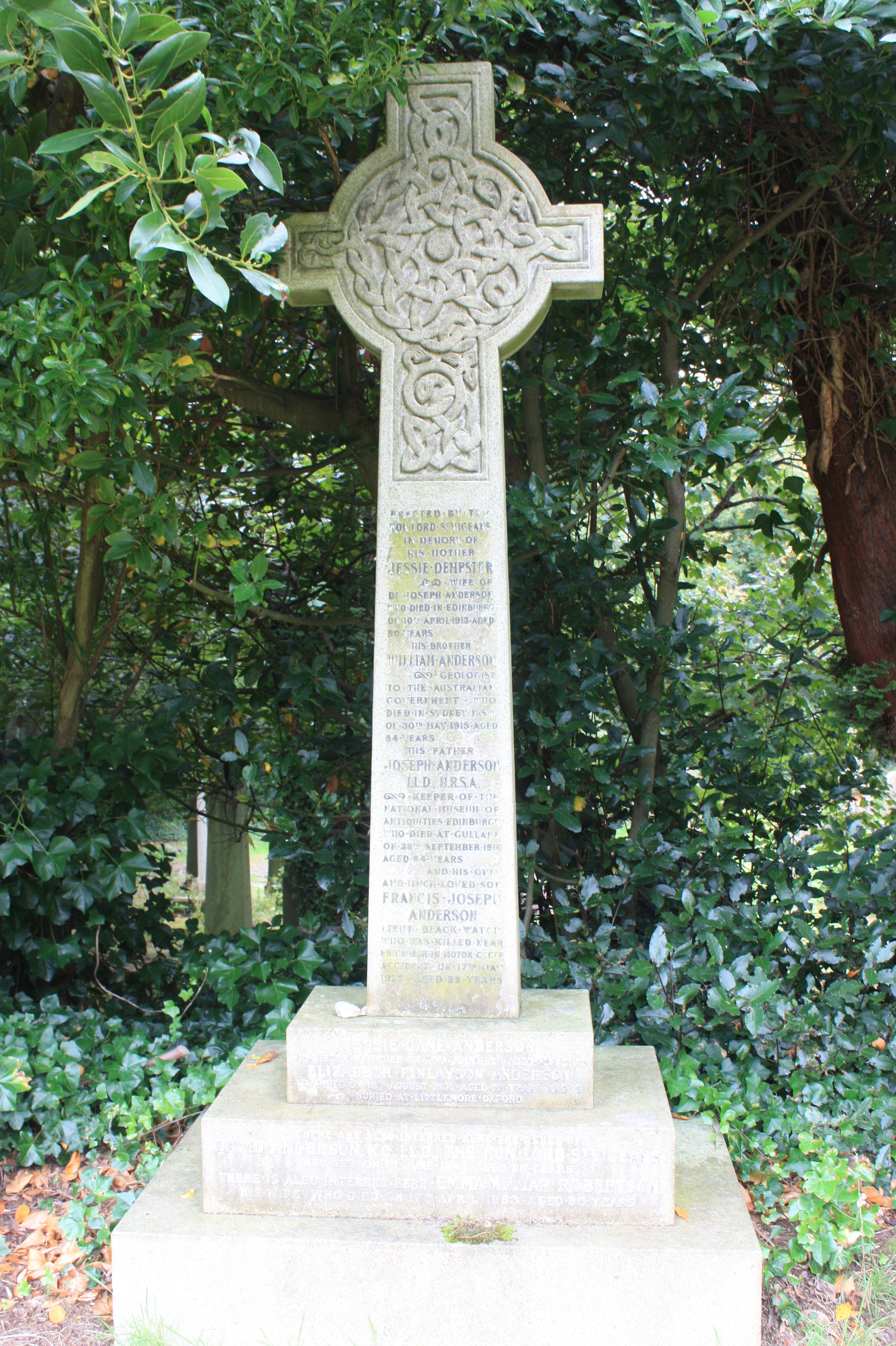
Joseph Anderson.

Joseph Anderson, född 1832, död 27 september 1916, var en skotsk arkeolog.
Anderson, som 1870–1913 var föreståndare för antikvariska nationalmuseet i Edinburgh, utgav "Orkneyinga saga" (1873) samt författade Scotland in early Christian and in Pagan times (4 band, 1881–1886) och en mängd uppsatser i skotska fornforskaresällskapets handlingar. Han blev 1891 ledamot av Vitterhets-, historie- och antikvitetsakademien i Stockholm.